# Interstate 2
Interstate 2 (I-2) is een Interstate highway in de Verenigde Staten. De snelweg loopt, in tegenstelling tot de meeste Interstate highways, door één staat: Texas. De snelweg verbindt Mission met Harlingen en loopt parallel met de Mexicaanse Federale Snelweg 2.

## Geschiedenis
Op 1 april 2013 besloot de Texas Transportation Commission om de aanduiding I-2 te gebruiken voor de US 83 van Palmview naar Harlingen. Dit was goedgekeurd door de American Association of State Highway and Transportation Officials. De snelweg voldeed al aan de eisen van een Interstate highway. In de zomer van 2013 waren alle aanduidingen van I-2 geplaatst.
2 · 4 · 5 · 8 · 10 · 12 · 15 · 16 · 17 · 19 · 20 · 22 · 24 · 25 · 26 · 27 · 29 · 30 · 35 · 37 · 39 · 40 · 43 · 44 · 45 · 49 · 55 · 57 · 59 · 64 · 65 · 66 · 68 · 69 · 70 · 71 · 72 · 73 · 74 · 75 · 76 (west) · 76 (oost) · 77 · 78 · 79 · 80 · 81 · 82 · 83 · 84 (west) · 84 (oost) · 85 · 86 (west) · 86 (oost) · 87 · 88 (west) · 88 (oost) · 89 · 90 · 91 · 93 · 94 · 95 · 96 · 97 · 99 · 165 · 238 · 265 · 277 · 278 · 287 · 355 · 390 · 465 · 485 · 565 · 684 · 787 · 790 · 865

Hawaii:
H-1 · H-2 · H-3  
Alaska:
A-1 · A-2 · A-3 · A-4  
Puerto Rico:
PR-1 · PR-2 · PR-3